# Amaxia dyuna
Amaxia dyuna är en fjärilsart som beskrevs av William Schaus 1896. Amaxia dyuna ingår i släktet Amaxia och familjen björnspinnare. Inga underarter finns listade i Catalogue of Life.